# 日本泡沫经济
日本泡沫经济，在日本称为泡沫景气（日语：バブル景気），是日本在1986年至1989年间出现的经济泡沫化现象。根据不同的经济指标，这段时期的长度有所不同，以GDP計算，一般指1985年至1995年期間，以日經平均指數等金融指數計算，一般指1986年7月到1989年12月之间共3年6个月的时期。这是日本战后仅次于1960年代后期的经济高速发展的第二次大发展时期。
这次经济浪潮受到了大量投机活动的支撑，因此随着1990年1月泡沫爆破，日本经济出现大倒退，此后进入了平成大萧条时期。
日文中“平成景气”基本与泡沫经济同义，但有时也包括之后的经济萧条阶段。

## 背景

### 广场协定和日圓升值萧条
1985年9月22日，五国（美国、日本、西德、英国和法国）在纽约广场饭店达成“广场协议”。当时美元汇率过高而造成大量贸易赤字，为此陷入困境的美国与其他四国发表共同声明，宣布介入汇率市场。此后，日元迅速升值。当时的汇率从1美元兑240日元左右上升到一年后的1美元兑120日元。由于汇率的剧烈变动，由美国国债组成的资产发生账面亏损，因此大量资金为了躲避汇率风险而进入日本国内市场。当时日本政府为了振興因为日元升值而受到打击的出口产业，开始实行量化宽松政策，市场上利率下降，于是产生了过剩的流通资金。
另外，当时还有下列背景：
1. 从1970年代后期开始，日本的银行烦恼于向优良制造业企业的融资案件，于是开始倾向于向無附加產值的不动产、零售业、个人住宅等融资。
2. 1980年代以来，全球性的通货紧缩形成了資金集中在股票市场的上升通道。

## 原因
关于泡沫经济的成因，日本国内有2种针锋相对的观点，分別針對貨幣政策和匯率政策：
1. 日元升值是经济泡沫形成的主要原因：日元升值后出口下降，對日本經濟造成打擊，因而導致日本经济泡沫。
2. 经济泡沫的原因不是日元升值本身，而是低利率政策，日本進行大幅降息：降低利率对国内基本消费需求沒有起到促進作用，反而对投機、特別是投資房地產行为却能起很大的促进的作用，当时采取这样的政策，本身就是以虚假的经济泡沫去粉饰经济数据。

## 加速上扬

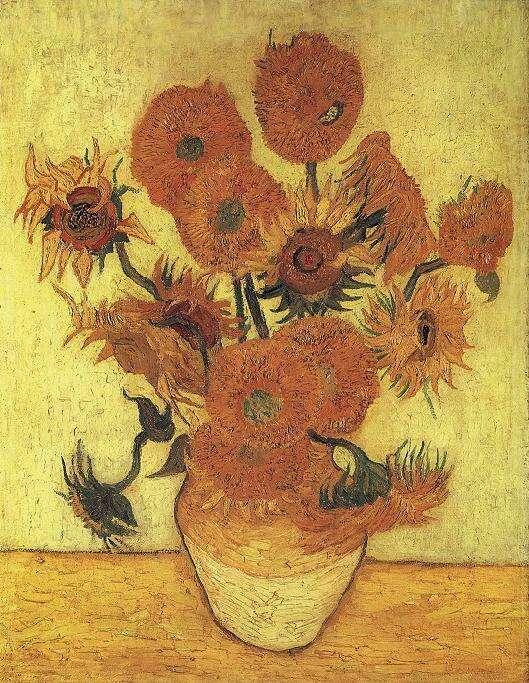
1987年3月泡沫頂峰，安田火災保險（損害保險日本興亞前身）時任董事長後藤康男在倫敦佳士得拍賣會，以近4千萬美元價格標得《花瓶裡的十五朵向日葵》。

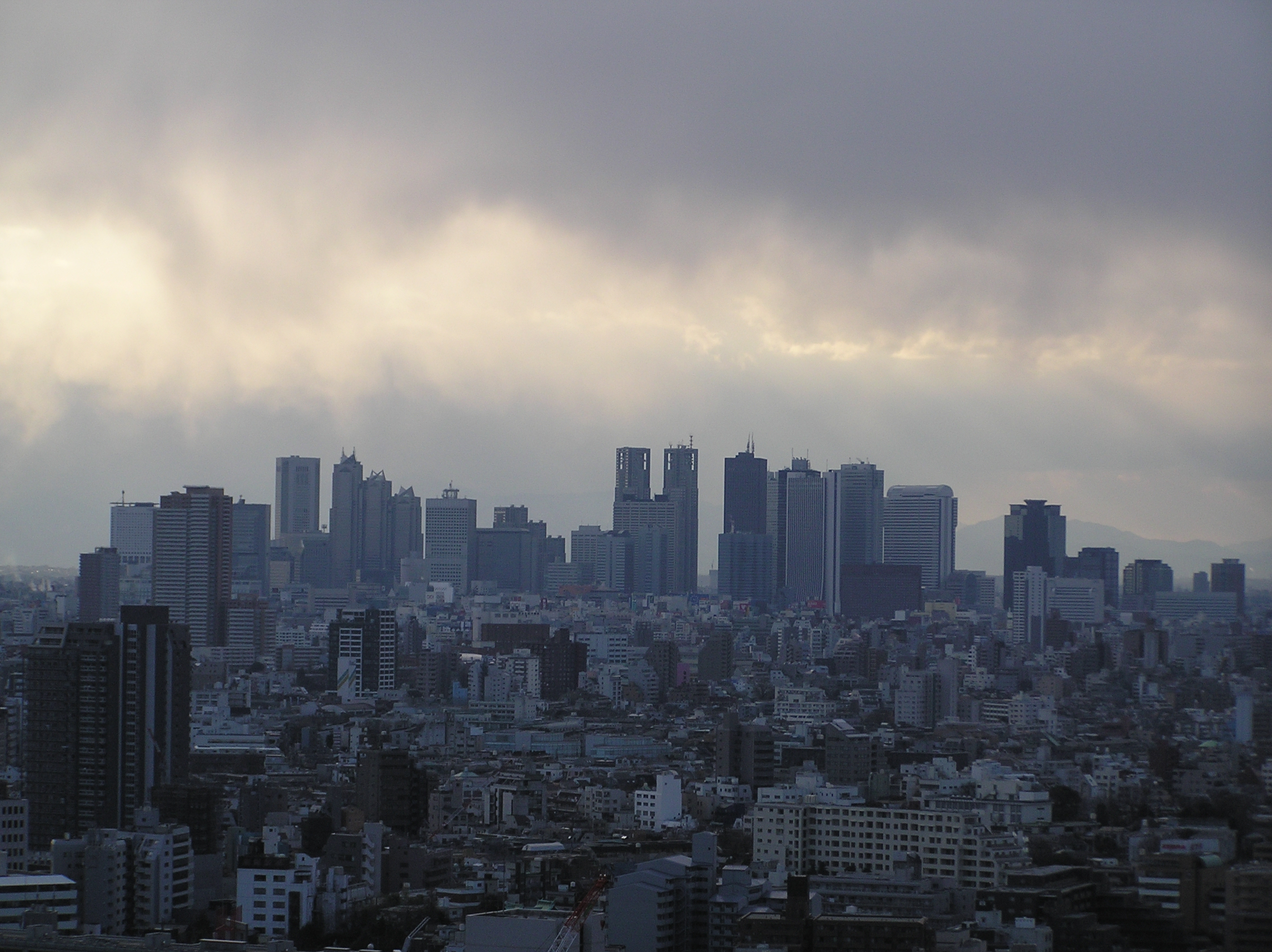
當時東京的地價總和已等於全美國的地價總和。

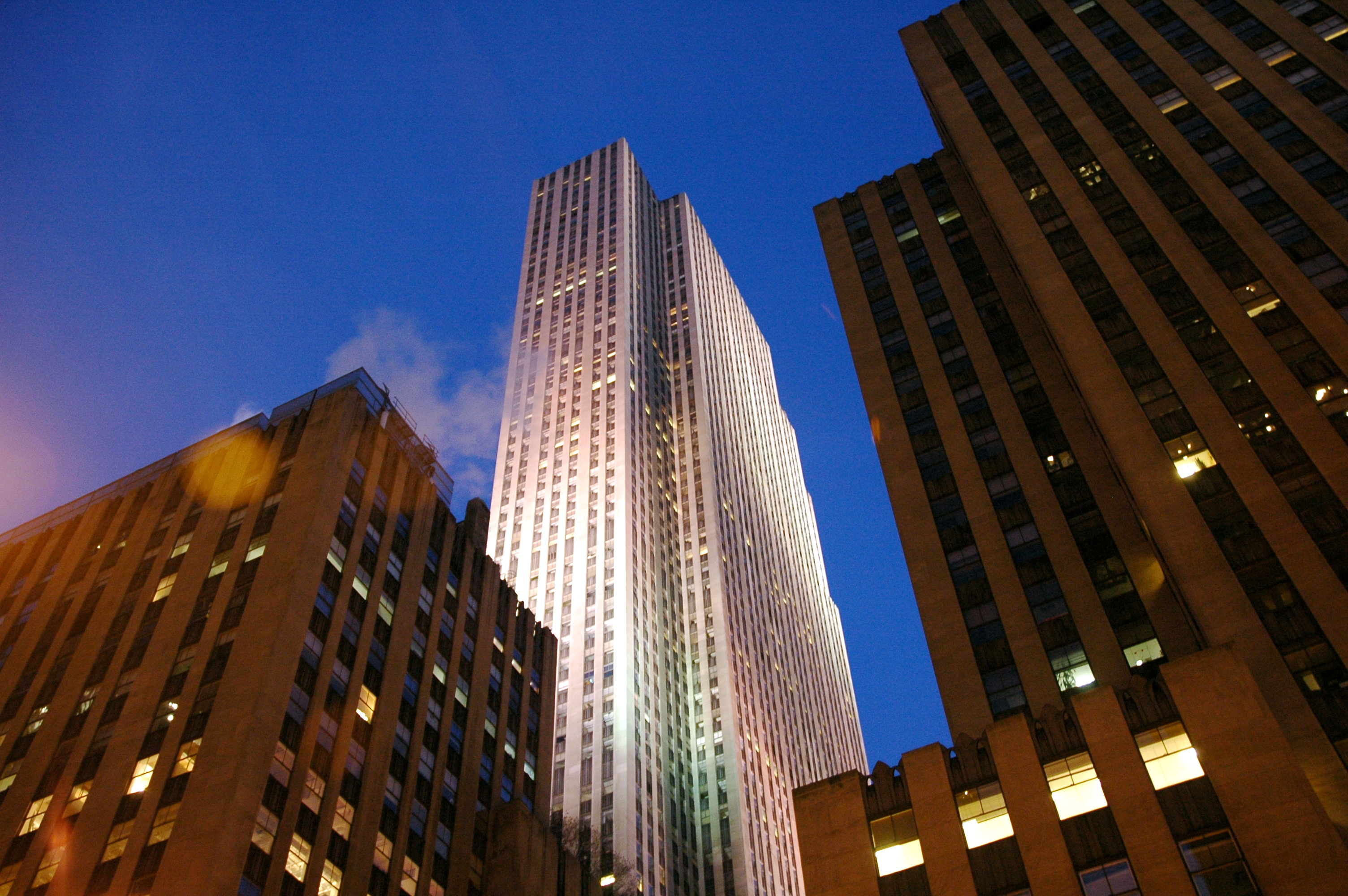
1989年三菱地所花2000億日圓（當年幣值）購入紐約洛克菲勒中心14棟摩天樓，成為泡沫經濟時代日本進軍海外地產的經典之作，而這只是泡沫經濟的虛假資金。1996年7月三菱地所因为无法偿还贷款破產，洛克菲勒集团将最初建造的14栋大楼转让。2000年，房地产业者Jerry Speyer（洛克菲勒家族第三代族長David Rockefeller的好友）以18.5亿美元买回这14栋大楼。而较新的4栋大楼则仍然为三菱地所的全资子公司洛克菲勒集团所拥有。

由于上述因素叠加在一起，日本国内兴起了投机热潮，尤其在股票交易市场和土地交易市场更为明显。其中，受到所谓“土地不会贬值”的土地神话的影响，以转卖为目的的土地交易量增加，地价开始上升。当时东京23个区的地价总和甚至达到了可以购买美国全部国土的水平，而银行则以不断升值的土地作为担保，向债务人大量放款。此外地价上升也使得土地所有者的账面财产增加，刺激了消费欲望，从而导致了国内消费需求增长，連高價畫作詐騙術這種荒唐騙術都能迅速致富，进一步刺激了经济发展。
1985年到1988年期间，随着日元急速升值，日本企业的国际竞争力虽有所下降，但是国内的投机气氛依然热烈。1987年，投机活动波及所有产业，当时乐观的观点认为只要对土地的需求高涨，那么经济就不会衰退，而且市场也鼓励人们不断购买股票，声称股票从此不会贬值。当时日本媒体为了给这种经济繁荣状况命名，还希望募集像岩户景气、神武景气类似的名称。当时也出现了少数反对论点，认为土地价格已经远远超过其实际需求，日本经济将在不久的将来陷入衰退。
从经济学原理来说，土地价格上升，导致租用土地的工厂或辦公樓的企业盈利率下降，因此合理的做法是出售土地购入债券，因此会带来土地需求下降。根据供需理论，价格终将趋于均衡。但是日本企业普遍实行以帳面价值计算土地资产的做法，因此从表面上看企业的收益率也并无变化，而帳面价值与现实价值的差额就导致了帳面财产增加，从而刺激日本企业追求总资产规模而非收益率。
当时为了取得大都市周边的土地，许多大不动产公司会利用黑社会力量用不正当手段夺取土地，从而导致了严重的社会问题。而毫无收益可能的偏远乡村土地也作为休闲旅游资源被炒作到高价。从土地交易中获得的利润被用来购买股票、债券、高尔夫球场会员权，另外也包括海外的不动产；1989年10月，日本泡沫經濟達到頂點的這一年，三菱地所以8.46億美元（以當時的匯率，約合1100多億日圓）的價格購買了洛克菲勒中心的擁有者洛克菲勒集團51%的股權，從而取得了洛克菲勒中心的控制權，成為日本當年海外投資的經典案例。此後，三菱地所又分批購買了洛克菲勒集團剩下的所有股權。当时这种资金被称为“日本钱”（Japan Money）而受到世界经济的关注和商家的追捧。当时随着股票价格上升，日本国内购买法拉利、劳斯莱斯、日产CIMA等高档轿车的消费热潮也不断高涨。

## 与其他地区对比的稳定性优势
与同期的其他地区相对比，日本当时的经济政治环境更为优越：
- 苏联：由于阿富汗战争以及美苏军备竞赛，加之东欧诸国剧变，導致蘇聯解體，佔據全球原物料輸出一席之地的东欧集团已经到了崩溃的边缘。
- 欧洲：由于严重的高失业率和东欧民主化，許多人冒險前往西歐，當時歐盟尚未組建，沒有一體化的管理，歐洲地區国际和社会秩序也非常混乱。
- 美国：经过1980年代中期的景氣循環，逐渐走入低谷。住房金融产业出现危机，社会信用危机日益严重。此外，经常性支出趋向平衡，但国内经济持续低迷，失业率也不断上升，财政赤字创下历史纪录。
- 中国大陆：当时随着民主化运动的发展，改革开放热潮结束。1989年六四事件爆发，國內動盪、同時外資大量撤出與面對禁運，中国大陸面对严重的政治及社会危机。
- 拉丁美洲：因為產業升級不佳，面臨中高收入陷阱，使得經濟出現停滯，投資者陸續離開。
- 香港：四小龍之一的香港前途不明朗，加上中国内地政治氣氛嚴重不穩，香港人和外地對香港地區的信心跌至谷底，港元自聯繫匯率於1983年實施以蒞雖未曾偏離匯率，亦發生大型移民潮，資金及投資者陸續撤離香港。

在这样的世界形势中，政治经济都比较安定的日本出现了「日本是世界第一」的口号，全体国民预感到“日本的时代”即将到来。当时在世界各国的印象中，三十年前（1950年代）仍然是一个普通发展中国家的日本，已经迅速成为了遍地黄金的富裕国家，使得投資吸引力大增。

## 潜在问题
以资产价值上升而搏取获得可觀利润的手法，随着资产价格的上升而變得不可行。当资产价格最终停留在高水平时，最终的资产持有者将无法获得收益（最大笨蛋理論）。但可怕的不仅如此，一旦资产价格回落到之前的水平，那么资产持有者将承受与其所有前手所获得的利润相当亏损。因此，缺乏持续性的资产价格逐渐进入平稳状态。
另一方面，对推崇一户一屋的日本的都市来说，地价上升带来了严重的住宅不足问题。居住在大城市的普通劳动者，根本无法承担高额的地租和房租，只能被迫迁往郊区。当时这种状况导致了人们早买早赚的心理，进一步刺激了地价上升。
当时地价带来的住宅问题，也引起了日本政府的关注。

### 國內產業衰弱
由於日本製造業在日本生產的成本大漲，日本企業紛紛前往海外生產製造，廣場協議讓日本出口產業受到打擊，降息政策又沒有起到振興日本國內產業的作用，反而令投機主義者有機可趁，趁降息大量投機房地產。種種原因導致日本國內產業空洞化，令日本陷入了長期的經濟停滯。

## 泡沫破裂
1989年12月，日本泡沫经济迎来了最高峰。当时日本各项经济指标达到了空前的高水平，但是由于资产价格上升无法得到实业的支撑，所谓泡沫经济开始走下坡路。一旦投机者丧失了投机欲望，土地和股票价格将下降，因此反而导致账面资本亏损，由于许多企业和投机者之前将上升的账面资本考虑在内而进行了过大的投资，从而带来大量负债。随着中央政府金融缓和政策的结束，日本国内资产价格的维持可能性便不再存在。

### 股市泡沫破裂
1989年12月29日（即东京证券交易所在1989年的最后一个交易日），日经平均指數达到最高38957.44點，此后开始下跌，土地价格也在1991年左右开始下跌，泡沫经济开始正式破裂。到了1992年3月，日经平均指數跌破2万點，仅达到1989年最高点的一半，8月，进一步下跌到14000點左右。大量账面资产在短短的一两年间化为乌有。日本自1973年12月起长达17年3个月的稳定增长期也随之结束。此后直至2003年4月，日经平均指数跌破8000点。

### 房市泡沫破裂
1990年3月，日本大藏省发布《关于控制土地相关融资的规定》，对土地金融进行总量控制，針對購房貸款進行限制，投資客不能再無限借貸，只能借到年收入一定比例的金額。这一人为的急刹车导致了本已走向自然衰退的泡沫经济加速下落，并导致支撑日本经济核心的长期信用体系陷入崩溃。此后，日本银行也采取金融紧缩的政策，进一步导致了泡沫的破裂。由于土地价格也急速下跌，由土地作担保的贷款也出现了极大风险。当时日本各大银行的不良贷款纷纷曝露，对日本金融造成了严重打击。
總而言之大幅短期衰退的可怕在於各項資本投資標的物都出現了來不及脫身大量「套牢族」，從房屋、土地到股市、融資都有人或公司大量破產。之後產生的恐慌心理使得消費和投資緊縮的加乘效應，不只毀掉泡沫成分也砍傷了實體經濟，且由於土地與股市的套牢金額通常極大，動輒超過一個人一生所能賺取的金額，導致許多家庭悲劇。所以這四年爆起爆落的經濟大洗牌等於轉移了全社會的財富在少數贏家手中，而多數的輸家和高點買屋的一般家庭則成為背債者，對日後長大一代人的日本社會消費萎縮經濟不振種下了因子。

### 引用
1. ↑  日本1985年GDP為1.43萬億美元，之後十年內迅速暴漲，在1991年日本GDP已升到3.65萬億美元，1995年為5.55億美元，1995年是20世紀最高峰，1996年下跌後再到2010年才能重返1995年水平，但在2013年再下跌，至2023年仍未能回復1995年GDP的水平
2. ↑   （页面存档备份，存于），紐約時報：Japanese Buy New York Cachet With Deal for Rockefeller Center
3. ↑  .   [2017-03-26]. （原始内容存档于2016-09-04）.
4. ↑   (PDF).   [2025-04-24]. （原始内容存档 (PDF)于2021-09-15）.
5. ↑  .   [2025-04-24]. （原始内容存档于2025-02-19）.
6. ↑  .   [2023-01-21]. （原始内容存档于2023-01-21）.
7. ↑   (PDF).   [2016-05-21]. （原始内容存档 (PDF)于2021-03-07）.
8. ↑  . 日本泡沫經濟｜日本泡沫經濟是什麼？發生了什麼事？影響？ - StockFeel 股感StockFeel 股感. 2022-11-09  [2022-12-06]. （原始内容存档于2022-12-06）.
9. ↑  前田康夫. . 1997: 263.

### 书目
- 村松岐夫、奥野正宽 编：《平成バブルの研究》。东洋经济新报社2002年4月出版/
- 奥村洋彦 ： 《現代日本経済論:「バブル経済」の発生と崩壊》。东洋经济新报社1999年5月出版/
- 《バブルとその崩壊：昭和56年-平成2年》，朝日新闻社2001年2月出版/
- 野口悠紀雄 ： 《戦後日本経済史》（新潮社、2008年）